# Coquette du Guerrero
Lophornis brachylophus
Espèce
Synonymes
- Lophornis brachylopha

Statut de conservation UICN

 CR B1ab(i,ii,iii,v) : 
En danger critique
Statut CITES
La Coquette du Guerrero (Lophornis brachylophus) est une espèce de colibris (famille des Trochilidae).

## Répartition
Cet oiseau est endémique de l'État de Guerrero (Mexique).

## Habitats
Cette espèce habite les montagnes humides tropicales et subtropicales humides et les plantations.
Elle est menacée par la perte de son habitat.

Carte de répartition de l'espèce